# Pristomerus horribilis
Pristomerus horribilis är en stekelart som beskrevs av Narolsky 1987. Pristomerus horribilis ingår i släktet Pristomerus och familjen brokparasitsteklar. Inga underarter finns listade i Catalogue of Life.